# 新界區專線小巴601線
新界區專線小巴601線是香港一條由瑞明服務營辦的綠色專線小巴路線，來往元朗（鳳翔路）往來北圍村，往北圍村方向繞經谷亭街，元朗站。
營辦商為方便由錦上路站前往北圍村的乘客，設有北圍村往返錦上路站的區間車（編號為601B）
。
本線（含區間車601B）駛經的水頭村、水尾村一帶有不少歷史古蹟，假日亦有不少遊人特意前往遊玩（詳見下段）。
此外，本線亦設有其輔助區間線601C，來往元朗阜財街及爾巒，以錦田公路近高埔的爾巒居民為主要服務對象
。根據運輸署官方資料，此路線的總站為元朗（鳳翔路）巴士總站，並於錦上路站折返；然而在日常營運中乘客抵達映河路爾巒後必須全部下車，然後由該處重新上客且不作停留折返元朗市而不經錦河路。

## 歷史
- 1991年11月11日：601投入服務。[5]
- 2003年12月16日：來回程繞經錦上路站，往北圍村方向另外繞經元朗站。[6]
- 2010年5月17日：正式加設區間車「B線」，來往北圍村及錦上路站，於傍晚1730至晚上2130提供服務，而本線10:00-17:30班次不繞經錦上路站。
- 2014年4月13日：區間車「B線」獲獨立編號為601B，並增設星期一至五早上繁忙時間服務。
- 2015年10月31日：配合爾巒入伙後的交通需求，本線分拆出另一條區間線601C，循環來往元朗（鳳翔路）及錦上路站，途經爾巒及錦河路。
- 2017年1月1日起，601B延長服務。

## 服務時間及班次
601
| 元朗（鳳翔路）開 | 元朗（鳳翔路）開 | 元朗（鳳翔路）開 | 北圍村開 | 北圍村開    | 北圍村開     |
| 日期             | 服務時間         | 班次（分鐘）     | 日期     | 服務時間    | 班次（分鐘） |
| ---------------- | ---------------- | ---------------- | -------- | ----------- | ------------ |
| 每日             | 05:45-07:00      | 15               | 每日     | 05:55-07:10 | 15           |
| 每日             | 07:00-10:00      | 10               | 每日     | 07:10-10:00 | 10           |
| 每日             | 10:00-14:30      | 15               | 每日     | 10:00-14:30 | 15           |
| 每日             | 14:30-19:10      | 10               | 每日     | 14:30-19:00 | 10           |
| 每日             | 19:00-21:10      | 20               | 每日     | 19:00-22:00 | 20           |
| 每日             | 21:25、21:40     |                  |          |             |              |

601B
- 星期一至五，北圍村開出：07:00-09:00、17:20-21:20，20分鐘一班
- 星期六及紅假期，北圍村開出：17:20-21:20，20分鐘一班

601C
- 每日元朗市開出：06:40-21:20，20分鐘一班

## 收費
601
- 全程收費：$7.1
  - 元朗(鳳翔路)往高埔村：$5.9（優惠價：$5.4）
  - 高埔村往北圍村：$5.9（優惠價：$5.4）
  - 北圍村往高埔村：$5.9（優惠價：$5.4）
  - 北圍村往錦上路鐵路站：$6.6（優惠價：$5.6）
  - 高埔村往元朗市：$5.9（優惠價：$5.4）

601B
- 全程收費：$6.6（優惠價：$5.4）

601C
- 全程收費：$5.9（優惠價：$5.4）

## 行車路線
601

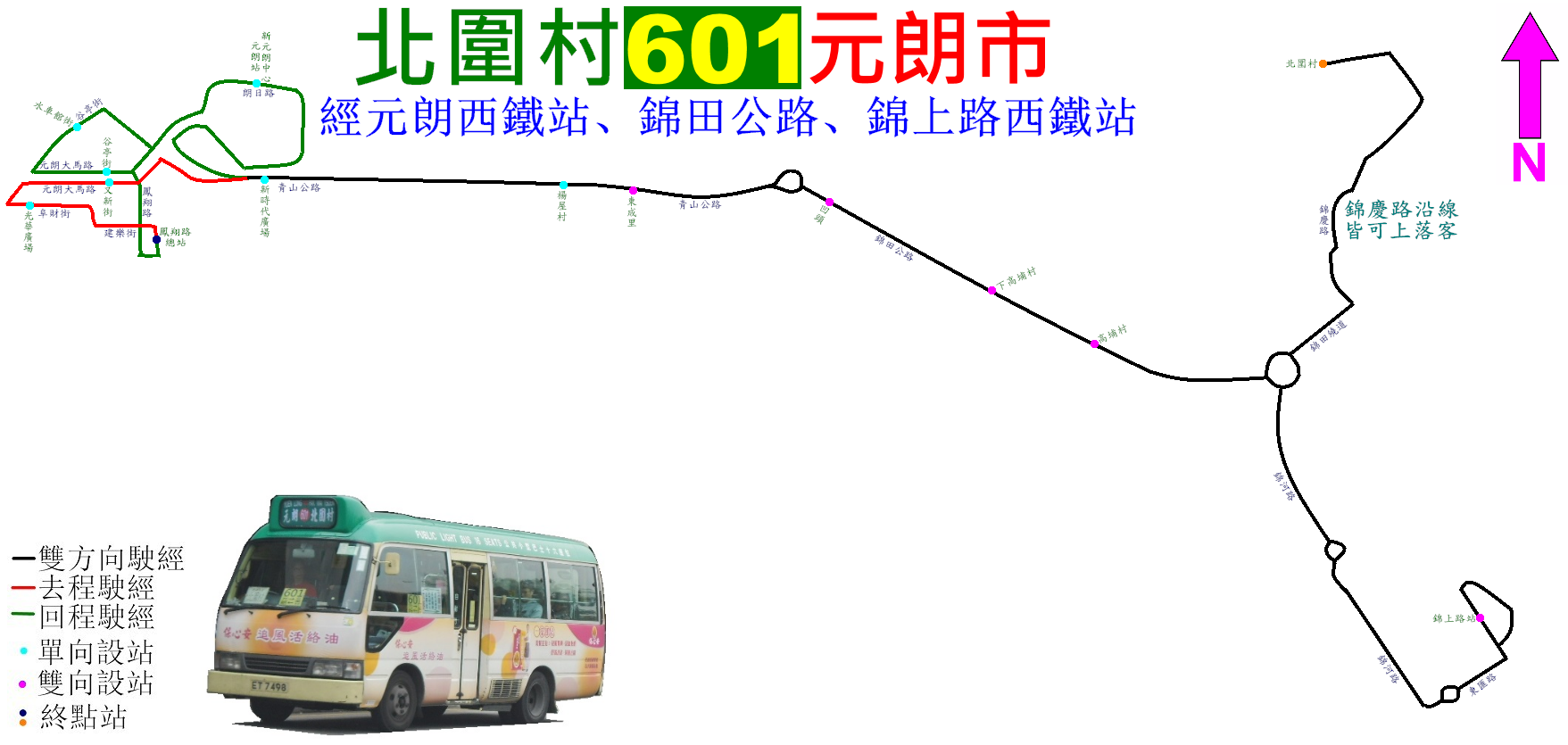
601線的走線圖

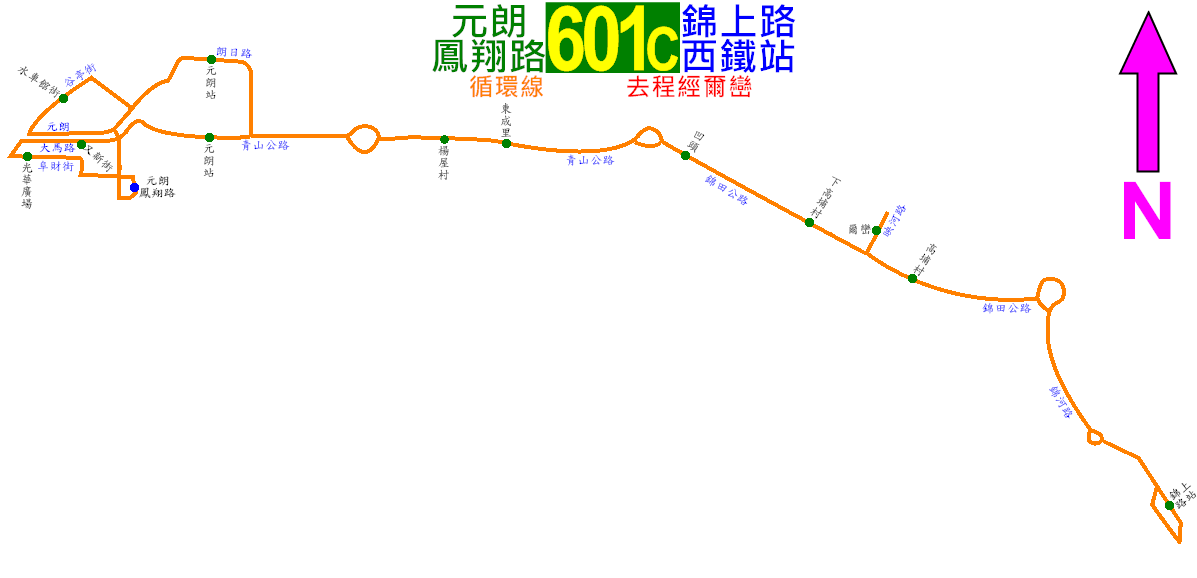
601C線的走線圖

- 往北圍村方向，駛經：鳳翔路、青山公路、元朗安樂路、元朗泰祥街、谷亭街、青山公路、朗日路、元朗站公共運輸交匯處、朗日路、青山公路、錦田公路、錦河路、錦上路鐵路站(西)公共運輸交匯處、錦河路、錦田繞道、錦慶路及北圍村通道。
- 往元朗市方向，駛經：北圍村通道、錦慶路、錦田繞道、錦河路、錦上路站公共運輸交匯處、錦河路、錦田公路、凹頭迴旋處、青山公路 – 元朗段、大棠路、阜財街、又新街、建樂街及鳳翔路。

601B
- 駛經：北圍村通道、錦慶路、錦田繞道、錦河路、錦上路站公共運輸交匯處、錦河路、錦田繞道、錦慶路、及村路（錦慶圍、水頭村、水尾村）

601C
- 往爾巒方向，駛經：阜財街、又新街、建樂街、鳳翔路、青山公路 – 元朗段、朗日路、元朗站（北）公共運輸交匯處、朗日路、青山公路 – 元朗段、凹頭迴旋處、錦田公路及映河路。
- 往元朗市方向，駛經：映河路、錦田公路、錦田迴旋處、錦田公路、凹頭迴旋處、青山公路 – 元朗段、朗日路、朗樂路、青山公路 – 元朗段、大棠路及阜財街

綠色字為鄉郊路段，不影響行車安全時沿途皆可上落客。

## 本路線可到達的景點
以下位於水頭村、水尾村一帶的歷史古蹟可搭乘本路線（含區間車601B）於北圍村村路下車即到：
- 周王二公書院
- 錦田樹屋
- 二帝書院
- 便母橋
- 泝流園
- 清樂鄧公祠
- 廣瑜鄧公祠
- 力榮堂書室
- 長春園
- 錦田鄉村俱樂部

## 外部連結
- 681巴士總站　601小巴 （页面存档备份，存于）
- 681巴士總站　601B小巴 （页面存档备份，存于）
- 681巴士總站　601C小巴 （页面存档备份，存于）